# Gale Page
Gale Page (Spokane, 29 de julio de 1913-Santa Monica, 8 de enero de 1983) fue una actriz estadounidense.

## Biografía
Su verdadero nombre era Sally Perkins Rutter, y nació en Spokane (Washington). Page era una actriz radiofónica y cantante antes de firmar un contrato cinematográfico en Hollywood con Warner Brothers en 1938.
El primer film de Page fue Crime School (1938). En ese año también actuó en The Amazing Dr. Clitterhouse (1938) y en Four Daughters (1938). En esta última película trabajó junto a las Hermanas Lane (Priscilla Lane, Rosemary Lane y Lola Lane). Con ellas hizo otros tres filmes: Daughters Courageous (1939) y las dos secuelas de «Four Daughters», Four Wives (1939) y Four Mothers (1941).
Page actuó únicamente en 16 películas a lo largo de su carrera. Sus otros títulos son Heart of the North (1938), You Can't Get Away With Murder (1939), Naught but Nice (1939), Indianapolis Speedway (1939), A Child is Born (1939), They Drive by Night (La pasión ciega) (1940), Knute Rockne, All American (1940), The Time of Your Life (1948), Anna Lucasta (1949) y About Mrs. Leslie (1954).  
Trabajó también con cierta regularidad en la serie de televisión Robert Montgomery Presents entre 1954 y 1957.  
Falleció en Santa Mónica (California) en 1983.